# 레이호우칭
레이호우칭(광둥어: 李皓晴 Lei5 Hou6 cing4, 중국어: 李皓晴, 병음: Lǐ Hàoqíng, 한자음: 이호청, 영어: Lee Ho Ching, 1992년 11월 24일~)은 홍콩의 탁구 선수이다. 2020년 하계 올림픽에서 도우호이캄, 소우와이얌과 함께 여자 단체전 동메달을 획득했다.